# Liste des lieux patrimoniaux du Québec

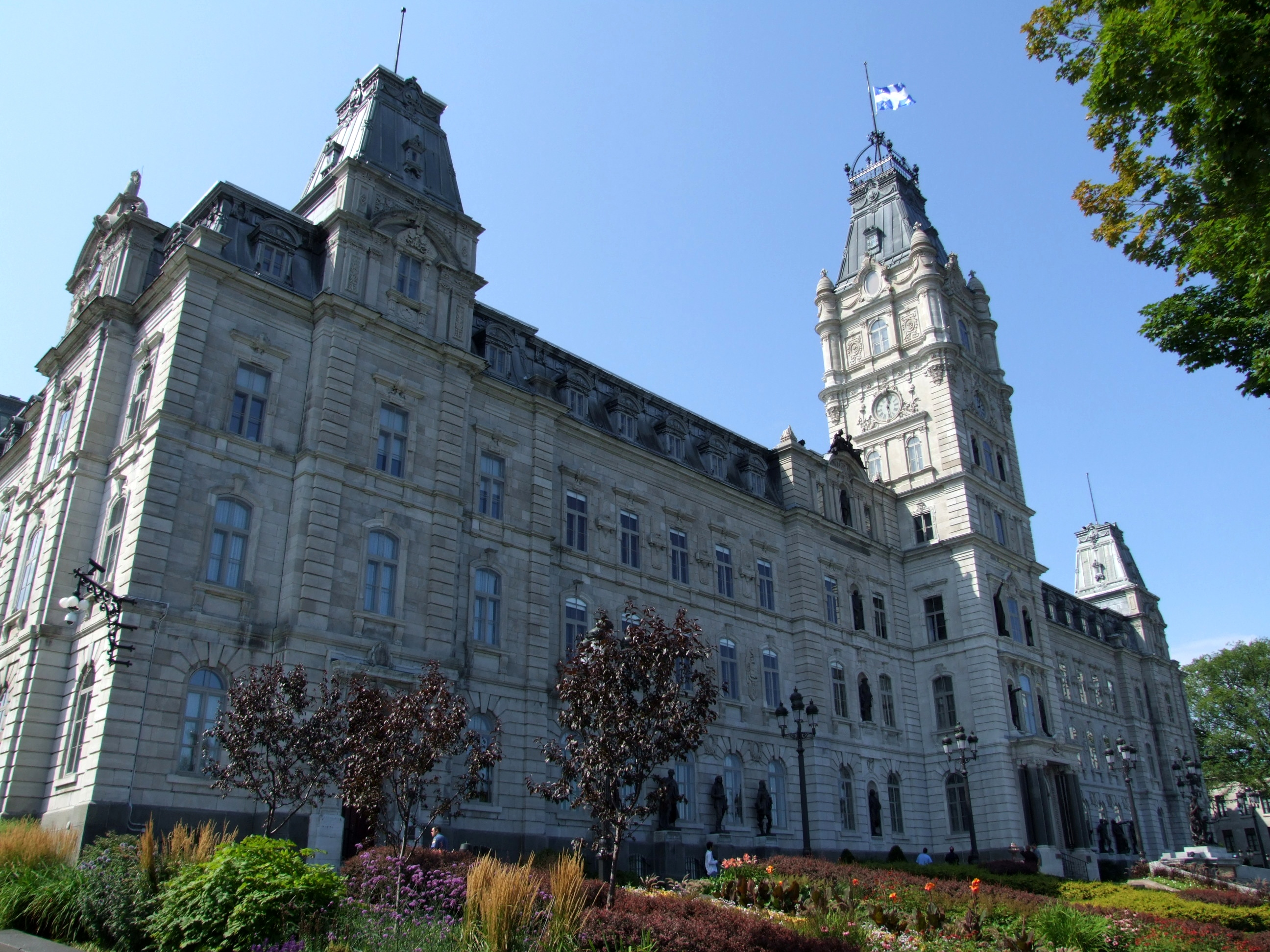
Photo du Parlement de Québec. Lieu patrimonial au Québec.

La liste des lieux patrimoniaux du Québec recense les lieux patrimoniaux contenus dans le Répertoire des lieux patrimoniaux du Canada (RCLP), qu'ils soient reconnus par les municipalités, le gouvernement du Québec ou le gouvernement du Canada. Pour plus de commodité, la liste est divisée par région administrative ou par municipalité locale. Étant donné qu'il existe plusieurs milliers de lieux patrimoniaux au Québec, ceci est un choix rédactionnel et non pas officiel.

## Listes
- Abitibi-Témiscamingue - 08
- Bas-Saint-Laurent - 01
- Capitale-Nationale - 03
  - Québec
- Centre-du-Québec - 17
- Chaudière-Appalaches - 12
- Côte-Nord - 09
- Estrie - 05
- Gaspésie–Îles-de-la-Madeleine - 11
- Lanaudière - 14
- Laurentides - 15
- Laval - 13
- Mauricie - 04
- Montréal (région) - 06
  - Montréal (ville)
- Montérégie - 16
- Nord-du-Québec - 10
- Outaouais - 07
  - Gatineau
- Saguenay–Lac-Saint-Jean - 02
  - Saguenay